# سیارک ۲۵۴۸۱
سیارک ۲۵۴۸۱ (به انگلیسی: 25481 Willjaysun، نامگذاری:1999XU68) بیست و پنج هزار و چهارصد و هشتاد و یکمین سیارک کشف شده‌است که در ۷ دسامبر ۱۹۹۹ کشف شد.
قدر مطلق سیارک برابر ۱۳.۵ است.